# Le Manuscrit trouvé à Saragosse (film)
Pour plus de détails, voir Fiche technique et Distribution.
Manuscrit trouvé à Saragosse (Rękopis znaleziony w Saragossie) est un film polonais de Wojciech Has sorti en 1965 sur un scénario de Tadeusz Kwiatkowski d’après Manuscrit trouvé à Saragosse, roman de Jan Potocki.

## Synopsis
Au début du XIXe siècle, en Espagne, pendant les guerres napoléoniennes, un officier français et un partisan espagnol réfugiés dans une auberge découvrent un vieux manuscrit qui, curieusement, relate l’histoire d’Alfonse van Worden, capitaine de la garde wallonne et grand-père de l’officier. Le récit commence alors qu’Alfonse cherchait un raccourci pour traverser une redoutable montagne : la Sierra Morena. Voici la trame du manuscrit :
« Un soir, Alfonse soupe dans une auberge, la « Venta Quemada », qu'on dit hantée. Endormi, il est reveillé par une servante maure qui le mène dans une cave de l'auberge, et lui présente deux princesses maures, les sœurs Emina et Zibelda. Elles l’appellent cousin et font tout pour le séduire, mais après une nuit d’amour, il se réveille seul, au petit matin, au beau milieu d'un amoncellement de crânes sous un gibet où pourrissent deux pendus. 
Le jour suivant, après qu’un ermite et un chevrier mi-gitan, mi-paysan lui ont raconté chacun une histoire ; il se réveille de nouveau sous le même gibet... 
Peu après, échappant de peu à l’Inquisition, il rencontre un cabaliste et entend de nouvelles histoires imbriquées comme des poupées russes.. .
De retour à Venta Quemada, les deux femmes l’attendent avec d’étonnantes nouvelles...
Dans chaque histoire des histoires
Le récit semble se nourrir de lui-même, si tant est qu’on puisse analyser le manuscrit, une trame s’y fait jour en filigrane :
1. L’histoire des deux soldats ayant trouvé le manuscrit qui raconte…
2. L’histoire de van Worden… qui décrit ...
3. Les histoires du Gitan dont l’une met en scène…
4. Lopez Suarez qui elle-même raconte l’histoire de…
5. Don Roque qui à un moment narre l’étrange aventure de…
6. Fraquista !

## Commentaires
Finalement, Le Manuscrit trouvé à Saragosse serait avant tout le récit d’un voyage initiatique. Le réel met van Worden à l’épreuve, en le distordant jusque dans l’irréel, afin qu’il plie sous les assauts des fantasmes (rêves, mensonges, légendes…) au travers d'aventures picaresques, érotiques, terrifiantes et envoûtantes[réf. nécessaire].

## Fiche technique
- Titre original : Rękopis znaleziony w Saragossie
- Titre anglais : The Saragossa Manuscript
- Musique originale de Krzysztof Penderecki
- Photographie : Mieczysław Jahoda
- Film - Éditeur : Krystyna Komosińska
- Producteurs : Ryszard Straszewski, Tadeusz Myszorek & Jerzy Skarżyński
- Décorateur : Leonard Mokicz
- Costumes : Lidia Skarżyńska, Jerzy Skarżyński
- Coiffures : Zofia Chec
- Maquillage : Zbigniew Dobracki
- Ingénieur du son : Bohdan Bieńkowski
- Cameraman : Zbigniew Hartwig
- Pays de production : Pologne
- Genre : dramatique, fantastique
- Langage de production : polonais
- Durée : 182 min /
- Format : noir et blanc
- Son : mono.

## Distribution
- Zbigniew Cybulski : Alfonse van Worden
- Iga Cembrzyńska : Princesse Emina
- Elżbieta Czyżewska : Donna Frasquetta Salero
- Gustaw Holoubek : Don Pedro Velasquez
- Stanisław Igar : Don Gaspar Soarez
- Joanna Jędryka : Princesse Zibelda
- Janusz Kłosiński : Don Diego Salero
- Bogumił Kobiela : Senor Toledo
- Barbara Krafftówna : Camilla de Tormez
- Jadwiga Krawczyk : Donna Inez Moro
- Sławomir Lindner : le père d'Alfonse van Worden
- Krzysztof Litwin : Don Lopez Soarez
- Mirosława Lombardo : la mère d'Alfonse van Worden
- Jan Machulski : le comte Pena Flor
- Zdzisław Maklakiewicz : Don Roque Busqueros
- Irena Orska : la Duègne
- Kazimierz Opaliński
- Witold Pyrkosz : Błażej
- Bogusz Bilewski : le Gitan

## Autour du film
Huit ans plus tard sortira une nouvelle adaptation du roman de Jan Potocki, La Duchesse d'Avila, tourné directement pour la télévision française par Philippe Ducrest d'après le texte partiel établi par Roger Caillois.